# Cycas thouarsii
Espèce
Statut de conservation UICN

 LC  : Préoccupation mineure
Statut CITES

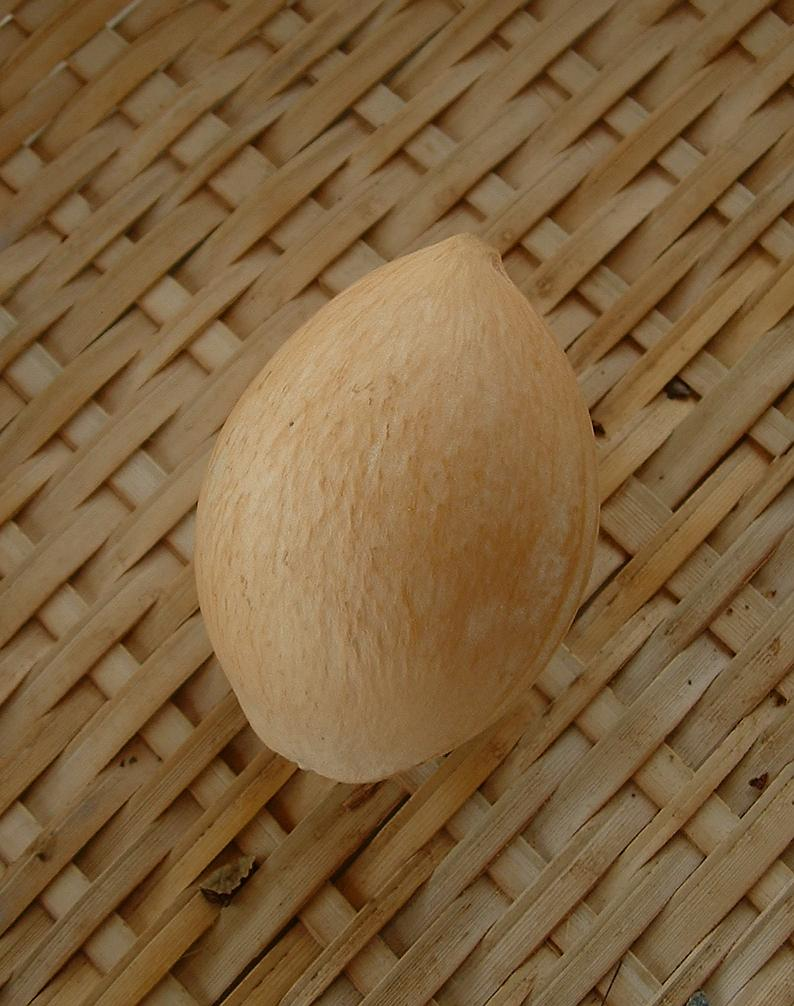

Cycas thouarsii est une espèce de plantes de la famille des Cycadaceae. Elle est nommée en l'honneur du botaniste français Louis Marie Aubert Du Petit-Thouars (1758-1831). Ce cycas est non seulement l'une des plus grandes espèces de Cycadales, mais il est également probablement le plus ancien, existant sans doute depuis 140 millions d'années.
Comme tous les cycas, ce sont des plantes dioïques. La plante mâle porte en son centre un cône écailleux d'environ 50 cm. Le pollen est libéré à la face inférieure des écailles. La plante femelle développe au sommet de sa rosette des petites feuilles pubescentes qui portent les ovules nus en bordure. Les graines sont des gros fruits ovoïdes.
Cette espèce est surtout présente dans les régions côtières de Madagascar où elle est parfois abondante sur la côte est, et aux Comores. On la retrouve plus localisée en Afrique de l'Est.